# Kontrofensywa
Kontrofensywa (franc. contre-offensive) – działanie taktyczne podejmowane przez broniące się wojska, mające na celu odparcie przeciwnika, który włamał się w głąb obrony, przejęcie inicjatywy w określonym rejonie prowadzenia walki i ostateczne rozbicie go i opanowanie określonych obiektów pod względem strategicznym.

## Ważniejsze kontrofensywy w dziejach najnowszych
- Polska kontrofensywa w powstaniu listopadowym
- Francuska kontrofensywa przeciw nacierającej armii niemieckiej w 1914 (I bitwa nad Marną)
- Francusko-brytyjsko-amerykańska kontrofensywa przeciw nacierającej armii niemieckiej w 1918 (II bitwa nad Marną)
- Polska kontrofensywa przeciw Armii Czerwonej w 1920 (Bitwa Warszawska)
- Radziecka kontrofensywa na froncie wschodnim w grudniu 1941 i w listopadzie 1942
- Niemiecka kontrofensywa w Ardenach w grudniu 1944
- Kontrofensywa armii ONZ pod dowództwem gen. MacArthura w wojnie koreańskiej (lądowanie pod Incheon) – wrzesień 1950 – przeciwko nacierającej armii północnokoreańskiej